# Gornji Ložac
Gornji Ložac je pogranično naselje u Hrvatskoj u sastavu Grada Delnica. Nalazi se u Primorsko-goranskoj županiji.

## Zemljopis
Nalazi se istočno od nacionalnog parka Risnjaka, na zapadnoj obali rijeke Kupe. Zapadno je Zakrajc Turkovski, sjeverozapadno su Hrvatsko (Hrvatska) i Ribjek (Slovenija), jugozapadno je Podgora Turkovska i Požar, južno je Kalić, jugoistočno su Turke (Hrvatska) i Grintovec pri Osilnici (Slovenija).

## Stanovništvo
| broj stanovnika | 31    | 38    | 28    | 20    | 29    | 32    | 22    | 34    | 42    | 32    | 21    | 17    | 18    | 11    | 13    | 10    | 5     |
|                 | 1857. | 1869. | 1880. | 1890. | 1900. | 1910. | 1921. | 1931. | 1948. | 1953. | 1961. | 1971. | 1981. | 1991. | 2001. | 2011. | 2021. |